# Sophie Berlinghof
Sophie Berlinghof, geborene Kuhn (* 9. Dezember 1910 in Handschuhsheim; † 18. März 2002 in Heidelberg), war eine kommunistische Widerstandskämpferin und Kommunalpolitikerin in Heidelberg. Als Studentin der Zahnmedizin wurde sie 1933 von der Universität Heidelberg relegiert und später verhaftet. Von 1947 bis 1956 war Berlinghof Mitglied des Heidelberger Gemeinderats und außerdem langjährige Vorsitzende der Vereinigung der Verfolgten des Naziregimes – Bund der Antifaschistinnen und Antifaschisten (VVN/BdA) im Kreisverband Heidelberg.

## Leben
1931 machte Sophie Berlinghof Abitur und wollte Lehrerin werden, was aber zu der Zeit für unverheiratete Lehrerinnen nur mit Ledigensteuer (d. h. zehnprozentigem Lohnsteueraufschlag), für verheiratete aber wegen des Lehrerinnenzölibats gar nicht möglich war. Da ihre Familie nicht viel Geld hatte, entschied sie sich im selben Jahr wegen der kurzen Studiendauer für ein Studium der Zahnmedizin an der Universität Heidelberg. Als aktives Mitglied des Kommunistischen Jugendverbands schloss sie sich an der Universität auch der Roten Studentengruppe an.
Nachdem sie im Dezember 1932 bei den Wahlen zum Studentenparlament für die Liste der Roten Studentengruppe kandidiert und Unterschriften gesammelt hatte, wurde öffentlich zum Boykott des Milchgeschäfts ihrer Eltern aufgerufen. 1933 wurde sie wegen Unterstützung bzw. Mitgliedschaft in der Roten Studentengruppe zusammen mit 27 Kommilitonen und Kommilitoninnen relegiert und vom „Weiterstudium an den deutschen Universitäten“ ausgeschlossen. Sie hatte u. a. Flugblätter gegen die Nationalsozialisten verteilt und Demonstrationen organisiert.
Im Interview sagte sie: „Wenn wir als junge Studentinnen damals vor ’33 Flugblätter verteilt haben, hieß es immer: „Geht heim in die Küch’, geht heim an de Herd!““ Nach mehreren Hausdurchsuchungen wurde sie im August 1933 in sogenannte Schutzhaft im Heidelberger „Faulen Pelz“ genommen.
1935 heiratete sie Hans Berlinghof, mit dem zusammen sie den kommunistischen Widerstand unterstützte und Geld für die Familien von inhaftierten Genossen sammelte. In den folgenden Jahren fand sie als Kommunistin keine Arbeit mehr, wurde aber 1943 kriegsdienstverpflichtet und weigerte sich, in der Rüstungsindustrie zu arbeiten. Sie arbeitete dann in der Fabrik von Alfred Zwintscher, die in Heidelberg pharmazeutische Präparate herstellte. 1945, nach Kriegsende, beteiligte sich Berlinghof an der Neugründung der KPD und dem Aufbau des VVN. Sie wurde für die KPD Beisitzerin bei der Spruchkammer Heidelberg, verließ diese jedoch bald darauf wieder, da ihrer Ansicht nach dort nur Mitläufer und keine Hauptbelasteten angeklagt wurden.
Von 1947 bis 1956 war sie Mitglied des Heidelberger Gemeinderats und dort im Wohnungs-, Sozial- und Wohlfahrtsausschuss tätig. Im Interview äußerte sie sich dazu folgendermaßen: „Kommunisten hat man vor allen Dingen in den Wohnungsämtern eingesetzt, weil das das schwierigste Amt war. Man musste ja Wohnungen beschlagnahmen. Den Kommunisten hat man dieses Ressort übergeben und hat sie praktisch schon damals dadurch diffamiert. (…) Ich war in der Wohnungskommission.“
Ihre Mitgliedschaft endete mit dem KPD-Verbot. Weil sie ein Flugblatt unterschrieben hatte, in dem stand, dass in Adenauers Vorzimmer ehemalige Nazis säßen, wurde im selben Jahr Anklage wegen Beleidigung gegen sie erhoben.
1955 starb ihr Ehemann. Da die Witwenrente nicht ausreichte, eröffnete Berlinghof zusammen mit ihrer Schwester ein Obst-, Gemüse- und Südfrüchtegeschäft an der Tiefburg in Handschuhsheim. Die Tür ihres Geschäfts wurde oft mit Nazi-Losungen und Hakenkreuzen beschmiert. Sie führte das Geschäft bis 1983. Nach der Neukonstituierung der DKP war Berlinghof in dieser Partei tätig, außerdem in der Vereinigung der Verfolgten des Naziregimes – Bund der Antifaschistinnen und Antifaschisten (VNN/BdA). Sie führte auch „Antifaschistische Stadtrundgänge“ in Heidelberg durch und erinnerte an die Zeit des Nationalsozialismus in Heidelberg.